# Карвялис, Владас Антонович
Вла́дас Анто́нович Карвя́лис (лит. Vladas Karvelis; 11 апреля 1901 или 1902, Вильна — 28 марта 1980, Вильнюс) — литовский военный офицер, бригадный генерал Литовской армии, генерал-майор РККА.

## Биография

### Литовская республика
1 февраля 1919 года поступил добровольцем в Литовскую армию. 6 июля 1919 года окончил Каунасское военное училище. С октября 1919 по декабрь 1920 года участвовал как офицер в боях с соединениями Красной армии и Польской армии.
В 1924 году окончил Высшие офицерские курсы в Каунасе. С 1924 года командовал ротой в 3-м пехотной полку. В 1929 году окончил Чехословацкую Военную академию Генерального штаба в Праге. С конца 1929 по апрель 1934 года был начальником оперативного отдела, заместителем начальника штаба Вооруженных сил Литвы. С апреля 1934 по июнь 1938 г. (с перерывами) — инспектор Высших офицерских курсов в Каунасе, одновременно с декабря 1936 по июль 1938 года был начальником этих курсов. С мая по ноябрь 1935 года временно командовал 5-м пехотным полком. С июля 1938 командовал 1-м пехотным полком. С декабря 1936 по июль 1938 — преподаватель Высшей военной школы (с января 1939 по июнь 1940 — начальник школы).
Бригадный генерал с 1938 года.

### СССР
Генерал-майор с июня 1940 года. С июня по август 1940 — командующий 2-й пехотной дивизией в Каунасе. С сентября 1940 по июнь 1941 года — командир 184-й стрелковой дивизии. В июне вместе с другим высшим военным командованием Красной армии был направлен на курсы подготовки преподавателей высших военных учебных заведений в Академию Генерального штаба в Москве. С начала до середины 1942 года — преподаватель Военной академии имени М. В. Фрунзе. В 1942—1945 годах — заместитель командира 16-й Литовской стрелковой дивизией (с 18.04.1943 по 07.09.1944 — командир). В феврале 1944 года с другими 23 бывшими офицерами литовской армии подписали обращение к литовским офицерам, служащим Вермахту, с призывом не сражаться с приближающейся Красной армией. С ноября 1944 года — заместитель командира 118-го стрелкового корпуса, тогда же в ноябре временно исполнял должность командира корпуса. Воевал в этом корпусе в 21-й армии 1-го Украинского фронта.

### Послевоенный период
В 1946—1961 годах — начальник военной кафедры Вильнюсского государствненого университета, с 14.06.1947 года — доцент. В октябре 1961 года уволен в отставку.
В 1962—1976 годах — председатель Комитета по культурным связям с литовцами вне СССР.
Автор книги «Освобождение Литовской ССР от гитлеровской оккупации (1944—1945)» (1975) и других.

## Награды

### Литовская республика
- Офицер ордена Великого князя Литовского Гядиминаса (1929)
- Командор ордена Витаутаса Великого (1936)

### СССР
- 2 ордена Красного Знамени (15 июля 1943 и 11 апреля 1945)[3][4]
- Орден Александра Невского (29 июля 1944)[5]
- Орден Трудового Красного Знамени (20 июля 1950)
- Орден Красной Звезды
- медали СССР